# 후시미성

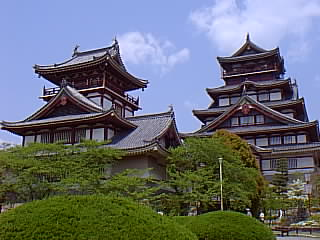
후시미 성의 천수.

후시미성(일본어: 伏見城, ふしみじょう)은 일본 교토부 교토시 후시미구에 있던 성의 이름이다. 현재 그 터에 세워진 후시미 모모야마 성(伏見桃山城)은 근대의 건축물로 후시미 성과는 관계없는 성이다.
1592년, 도요토미 히데요시가 자신의 은거 후 거처로 삼기 위하여 우지강 연안의 낮은 구릉인 시즈키산(指月山)에 주라쿠다이의 건물을 이축하는 등의 방식으로 축성했다. 하지만 1596년 발생한 지진으로 성이 무너지자, 500m 떨어진 고하타 산(木幡山)에 새로 축성하였다. 도요토미 히데요시는 이 성에서 1598년 사망하였고, 성은 1600년, 세키가하라 전투의 전초전이라 할 후시미 성 전투로 인해 소실되었다가, 이듬해 도쿠가와 이에야스에 의해 재건되었다. 이후 쇼군의 선하(宣下) 의식의 장소로 사용되기도 하였으나, 오사카 전투 이후 그 역할이 오사카성으로 옮겨가면서 중요성이 덜해졌다. 결국 후시미 성은 이에야스가 은거한 1625년에 폐성되었다. 폐성 이후 성곽 일대는 꽃밭으로 개간되었는데 그 이름을 모모야마(桃山)라고 했기 때문에 모모야마 성이 후시미 성의 다른 이름이 되었다. 그리고 바로 이 모모야마에서 아즈치 모모야마 시대, 모모야마 문화 등의 말이 파생되었다.
정유재란 당시 일본으로 끌려갔던 조선의 선비 강항(姜沆)은 히데요시 사후 어느 일본인 승려를 따라 자신이 직접 후시미 성에 몰래 들어가 볼 기회가 있었는데, 《간양록》(看羊錄)에서 자신이 본 후시미 성의 모습에 대해 "다섯 걸음마다 절이 하나씩 있고 열 걸음마다 누각이 하나씩 있는데, 이리저리 이어져 있어 어느 길을 따라 나가야 할지를 모를 정도다. 귀신이 재목을 가져다 돕는다 해도 1, 2년 정도로는 공사를 마치지 못할 텐데 이걸 1년이 못 되어 다 지었다니, 왜놈들이 얼마나 제 백성을 혹사시켰는지 왜인들이 얼마나 힘을 쏟아 일했을 지를 족히 상상하고도 남았다."고 적고 있다.
근대에 들어서 후시미 성의 혼마루 터 등 주요 성곽 자리에는 메이지 천황의 능묘가 들어서 출입이 불가능하게 되었고, 꽃밭 자리에는 1964년, 유원지 '후시미 모모야마 성 캐슬랜드'가 건설되었고 그 시설 중 하나로 모형 천수각인 후시미 모모야마 성이 세워졌다. 2008년 현재 유원지는 폐쇄되었으며 대신 '후시미 모모야마 성 운동공원'이 되었다.

## 같이 보기
- 지진 목록
- 아즈치성
- 후시미 성 전투
- 아즈치모모야마 시대